# Badmintonmeisterschaft von Sarawak 1959
Die Badmintonmeisterschaft 1959 von Sarawak fand in Kuching statt.

## Titelträger
| Disziplin    | Sieger                     |
| ------------ | -------------------------- |
| Herreneinzel | Lim Khiok Seng             |
| Dameneinzel  | Jeannie Sim                |
| Herrendoppel | Lim Ee Chiat Kho Kui Leong |
| Damendoppel  | Shirley Sim Jeannie Sim    |
| Mixed        | Lim Khiok Seng Jeannie Sim |